# Contea di Qu
La contea di Qu (渠县S, Qú XiànP) è una contea della Cina, situata nella provincia di Sichuan e amministrata dalla prefettura di Dazhou.